# Centrale thermique du Havre
La centrale thermique du Havre était une centrale électrique française fonctionnant au charbon et d'une puissance de 600 MW fermée en 2021. Elle est située dans le grand port maritime sur la commune du Havre dans le département de la Seine-Maritime.
La centrale a été construite entre 1964 et 1968 (tranches 1 et 2) par la R.E.T. II (Région d'Équipement Thermique II de Saint-Denis). Les travaux de la tranche 3 commencent en 1970 et ceux de la tranche 4 en 1979.
Dans le cadre de relations de solidarité internationales la centrale thermique du Havre sur initiative du syndicat CGT construit en 1974/1975 un jumelage avec la centrale thermique de Vilnius en Lituanie.
Toujours sur initiative du syndicat CGT  la direction de la centrale accepte en 1974 la création d’une fresque sur le mur du restaurant du personnel par un peintre chilien qui fuyait la dictature de Pinochet après le coup d’état de la junte militaire le 11 septembre 1973 contre le président démocratiquement élu Salvador Allende.
La centrale a compté jusqu'à 4 tranches mais, en mars 2021, il ne restait en fonctionnement que la tranche 4 au charbon de 600 MW, les tranches 1 et 2 au charbon et la tranche 3 au fioul n'étant plus en service et sont en déconstruction. En 2018, la production d'électricité fut de 905 GWh. 170 salariés d'EDF et 52 prestataires d’entreprises extérieures travaillent sur le site début 2019.
La centrale, comme les autres centrales au charbon de France, devait être fermée avant 2022 conformément au choix gouvernemental et à la loi PPE. 
La dernière tranche en service a été arrêtée le 10 mars 2021.
La fermeture de la centrale, prévue le 31 mars 2021 a bien eu lieu à cette date. En 53 années, elle a produit 214 TWh, l’équivalent de la consommation d’électricité de la région Normandie pendant 8 ans.

## Historique
L'unité de Production du Havre comptait 4 tranches : 3 au charbon (tranches 1, 2 et 4) et 1 au fioul (tranche 3). Cette dernière n'est plus en service depuis de nombreuses années pour deux raisons principales : le coût d'exploitation et la présence d’amiante.
Les tranches 1 et 2 (respectivement de 250 et 600 MW) ont été définitivement arrêtées entre 2012 et 2013.
Plusieurs années durant, la centrale à charbon a compté quatre unités de production. La première, la tranche 1, est une unité de 250 MW qui a été mise en service en avril 1968. Les tranches 2 et 4, respectivement mises en service en 1969 et 1983, ont quant à elles une capacité de 600 MW. Enfin, la tranche 3 de 600 MW était profondément différente puisque cette dernière fonctionnait au fioul. Au début des années 2000, seules les tranches 1, 2 et 4 restaient en fonctionnement car l'unité 3 a été retirée de l'exploitation à la suite des chocs pétroliers des années 1970. En outre, conformément à la réglementation européenne, les tranches 1 et 2 devaient être fermées au plus tard en 2015.
Les deux cheminées en béton armé, d'un diamètre de 25 mètres à la base et de 12 mètres au sommet, sont hautes de 240 mètres, ce qui en fait actuellement (décembre 2013) la vingt-quatrième plus haute structure de France.
D'un point de vue national, la centrale à charbon du Havre représentait 1 % de la production électrique d'EDF en France. Cela équivaut par ailleurs à environ 20 % de l'électricité consommée en Haute-Normandie.
Le 28 novembre 1984 vers 13 h 15 une explosion se produit sur une chaudière auxiliaire neuve, faisant 1 mort et 17 blessés. Cette explosion a gravement endommagé le cendrier/décrasseur de la tranche N°1.
Le 30 janvier 2012 à 8 h 20, un important incendie se déclare sur la tranche 2 à l'arrêt provoquant l'évacuation du site et l'arrêt des tranches 1 et 4 en fonctionnement.
Ce sont près de 356 personnes qui travaillent sur le site en ajoutant à cela environ 200 entreprises prestataires qui viennent prêter main-forte au personnel EDF tout au long de l'année. En 2009, la centrale du Havre a produit 3 669 millions de kWh.
En mars 2013, la tranche 1 est mise à l'arrêt définitivement à la suite d'une avarie technique.
L'unité 4 de la centrale, la seule encore en activité, est arrêtée le 15 mars 2014 pour la réalisation de grands travaux dans le cadre d'un plan national pour la modernisation des unités de production thermique intitulé "Projet Charbon 2035" et initié par EDF. L'entreprise investit alors 160 millions d'euros dans ces travaux au Havre, le but étant d'améliorer les performances de la centrale et ainsi améliorer le rendement, ce qui permettra de consommer moins de charbon à quantité électrique égale. Parmi les travaux, c'est notamment la rénovation de la turbine, du rotor de l'alternateur et de la chaudière, la construction d'une nouvelle salle de commande en mode numérique, le remplacement complet de la distribution électrique. 1 500 salariés sont mobilisés. 
En mars 2015, des tests sont effectués sur la centrale à la fin des travaux et le personnel est formé.
Fin 2016, à l'occasion des festivités autour des 500 ans du Havre qui débutent en 2017, EDF s'associe au programme artistique proposé par le groupement d'intérêt public (GIP) Le Havre 2017 et propose une mise en lumière artistique des deux cheminées de la centrale thermique. L'éclairage des cheminées est conçu par Citelum, filiale d'EDF et imaginé par Félicie d’Estienne d’Orves. Prévue de mai à octobre 2017 et composée de 236 plots leds sur chacune des cheminées, elle est visible à 360°, jusqu'à 50 km de distance.
Lors de sa campagne présidentielle en 2017, Emmanuel Macron prend l’engagement de fermer  les centrales à charbon subsistant en France avant la fin de son mandat en 2022. Inscrit dans la loi en 2019, cette promesse entraîne la fermeture, le 31 mars 2021 à minuit, de la centrale thermique du Havre.
Les deux cheminées de la centrale thermique, sont amenées à disparaître du paysage havrais : leur démolition est prévue en 2025.

## Environnement

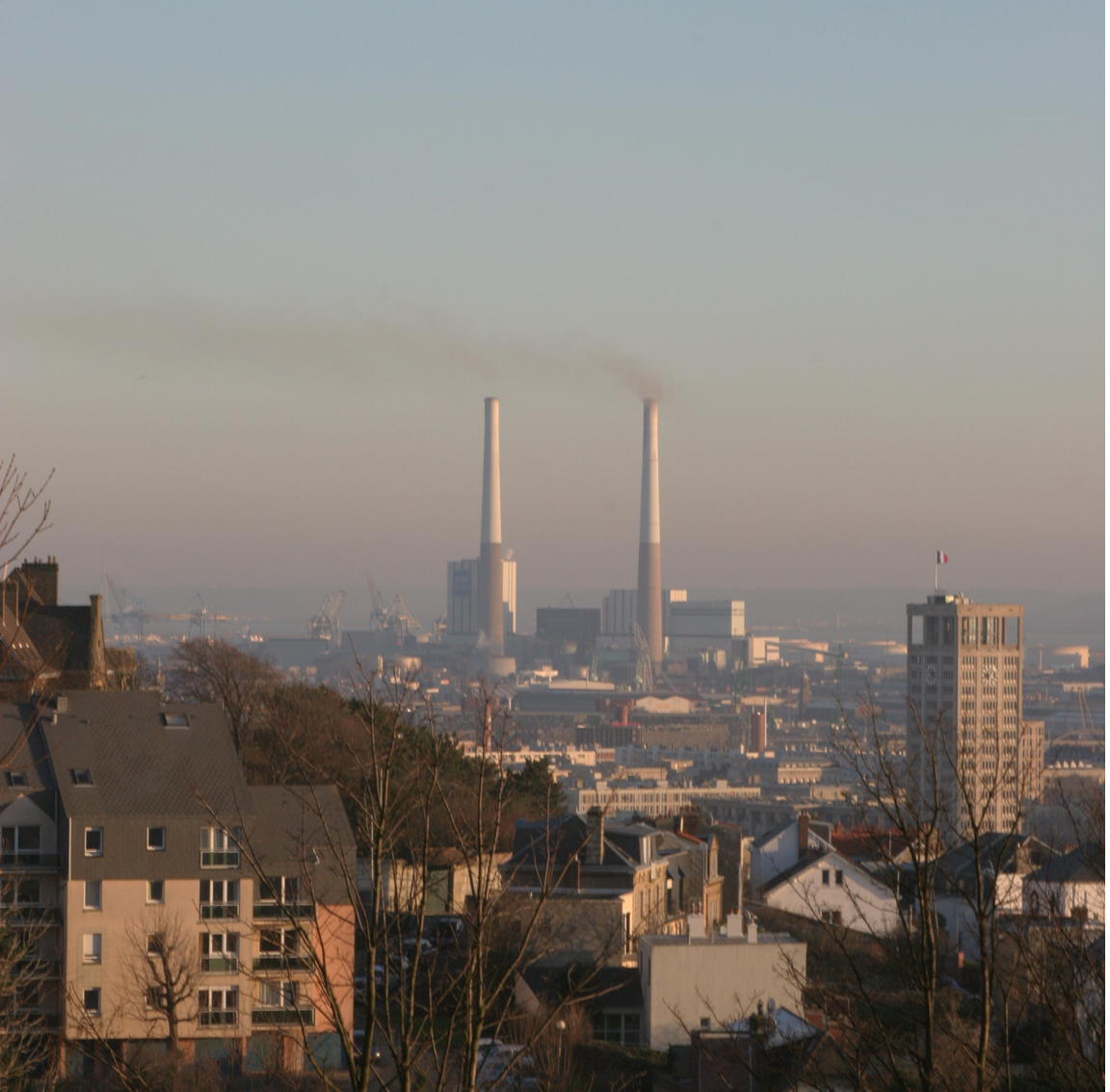
centrale à charbon du Havre

### Émissions industrielles
En 2008, la centrale à charbon EDF était la première émettrice de poussières de Haute-Normandie, la première émettrice d'oxydes d'azote (NOx) et la troisième émettrice de dioxyde de soufre (SO2). En fonctionnement pourtant discontinu, la centrale rejetait aussi plus de trois millions de tonnes de dioxyde de carbone (CO2) par an, soit plus de 10 % des émissions de toute la région. 
En 2014, alors que plusieurs tranches de la centrale ont été mises à l'arrêt, les émissions de dioxyde de carbone (CO2) de la centrale diminuent de presque 90 % par rapport à 2008.
D'après EDF, les procédés de désulfuration des fumées ont permis de réduire de 90 % les émissions de dioxyde de soufre (SO2). Le procédé de dénitrification des fumées a été mis en service en 2007 [réf. nécessaire] et permet de réduire de 80 % les oxydes d'azote (NOx).

### Installations de dépollution
En septembre 2013, EDF investit 22 millions d'euros dans l'expérimentation d'un dispositif permettant de capter le dioxyde de carbone. La phase d'expérimentation dure jusqu'en mars 2014.
En juin 2014, alors que la centrale est au milieu de grands travaux de rénovation et est équipée d'unités de désulfuration et dénitrification, EDF décide de remplacer les plaques métalliques composant le toit et d'y installer un transformateur, le but étant de récupérer 99,9 % des particules de charbon dans le futur. 
En octobre 2014, un nouveau dépoussiéreur est installé dans la centrale. Il collecte les particules contenues dans les fumées de combustion grâce à des plaques électromagnétiques[source secondaire souhaitée].